# Gestion de la sécurité aérienne dans le monde
La gestion de la sécurité aérienne dans le monde s'organise autour d'un acteur principal, l'OACI.
L'OACI est une institution qui a vocation à promouvoir, entre autres, la sécurité aérienne auprès de ses États contractants et de les aider à converger vers un niveau de sécurité homogène.
Cet article présente la stratégie mise en œuvre par l'OACI pour y parvenir.
Elle fonde son action sur deux leviers principaux, l'approche prescriptive (l'établissement de normes mondiales) d'une part et l'approche fondée sur la performance d'autre part (c'est-à-dire principalement l'évaluation de la capacité des États membres à superviser la sécurité aérienne).

## Approche prescriptive
Cette approche prescrit les exigences de sécurité et comment elles doivent être atteintes.

### la conformité aux normes et pratiques recommandées (Standards and Recommanded Practices  ou SARPs)
Cette démarche est le principal outil de l'OACI . La convention de l'OACI tenue à Chicago en 1944 a fixé les grands principes visant à développer un transport aérien sur, régulier, efficace et économique et à normaliser les services et installations techniques.
Ainsi, cette agence spécialisée de l'ONU publie dans 18 annexes à la convention de Chicago des normes et pratiques recommandées.
- Une norme est une spécification dont l'application uniforme est reconnue nécessaire pour la sécurité ou la régularité de la navigation aérienne internationale.

Les États contractants doivent s'y conformer ou notifier solennellement à l'OACI une différence à la norme en vigueur.
- Une pratique recommandée est une spécification dont l'application uniforme  est reconnue souhaitable pour la sécurité ou la régularité de la navigation aérienne internationale.

### les PANS (Procedures of Air Navigation Service)
Les PANS ont un statut inférieur aux SARPs mais comportent néanmoins des dispositions essentielles pour la sécurité aérienne notamment à travers 
- les PANS-ATM relatives à la gestion du trafic aérien et qui servent de base aux réglementations nationales du contrôle de la circulation aérienne.
- les PANS-OPS relatives à l'exploitation opérationnelle des aéronefs (entre autres définition des critères d'établissement des trajectoires d'arrivée et de départ des aérodromes).

En matière de sécurité de la circulation aérienne, la Doc 4444 (PANS-ATM) décrit les procédures de la circulation aérienne.